# Spilosoma deroseata
Spilosoma deroseata är en fjärilsart som beskrevs av Adolf G. Closs 1916. Spilosoma deroseata ingår i släktet Spilosoma och familjen björnspinnare. Inga underarter finns listade i Catalogue of Life.